# Clemente Carranza y López
Clemente Carranza y López (* 23. November 1905 in Nandasmo; † 7. Februar 1978) war ein nicaraguanischer römisch-katholischer Geistlicher und Bischof von Estelí.

## Leben
Clemente Carranza y López empfing am 12. März 1932 das Sakrament der Priesterweihe für das Erzbistum Managua.
Am 12. Januar 1963 ernannte ihn Papst Johannes XXIII. zum ersten Bischof von Estelí. Der Apostolische Nuntius in Nicaragua, Erzbischof Sante Portalupi, spendete ihm am 19. März desselben Jahres die Bischofsweihe; Mitkonsekratoren waren der Erzbischof von Managua, Vicente Alejandro González y Robleto, und der Bischof von Granada, Marco Antonio García y Suárez.
Carranza y López nahm an der vierten Sitzungsperiode des Zweiten Vatikanischen Konzils teil.